# Agnelle Bundervoët
 (décembre 2020).
Si vous disposez d'ouvrages ou d'articles de référence ou si vous connaissez des sites web de qualité traitant du thème abordé ici, merci de compléter l'article en donnant les références utiles à sa vérifiabilité et en les liant à la section « Notes et références ».
Agnelle Bundervoët est une pianiste et compositrice française, née le 12 octobre 1922 à Ambert et décédée le 14 février 2015  à Vaucresson.

## Biographie
Très jeune elle donne ses premiers récitals avec beaucoup de talent[réf. souhaitée]. Ses parents n’ont jamais cédé à la tentation d’en faire une enfant prodige mais l’ont poussée au contraire à poursuivre des études musicales très complètes. Après avoir commencé le piano au Conservatoire de Marseille, elle entre au Conservatoire national supérieur de musique et de danse de Paris à l’âge de 13 ans et suit les cours de piano de Lazare Lévy (1936-1940) puis de Marcel Ciampi (1940-1941), les cours d’harmonie de Jacques de la Presle, les cours de musique de chambre de Maurice Hewitt, les cours de fugue et contrepoint de Simone Plé-Caussade et les cours d’accompagnement d'Abel Estyle. Elle sort du Conservatoire sept ans plus tard avec le premier prix de piano et de nombreux autres premiers prix, solfège, harmonie, accompagnement. Claude Delvincourt, directeur du Conservatoire, la considérait à l’époque comme l’un des plus beaux fleurons de l’école pianistique française[réf. souhaitée].
Hors conservatoire elle suit également les cours d’orgue de Marcel Dupré.
Très rapidement après la guerre, Agnelle Bundervoët devient soliste des grandes formations symphoniques sous la direction des plus grands chefs comme Paul Paray, Eugène Bigot, Henri Pensis, Charles Bruck, Tony Aubin, Louis Martin ou Pierre-Michel Le Conte. Elle devient aussi l’une des plus éminentes solistes de la Radiodiffusion française et, pendant plusieurs années, elle est choisie par Roland-Manuel pour illustrer son émission en direct sur France Musique, Plaisir de la musique.
Sous la direction de Roland-Manuel, elle recrée le concerto Jeunhomme spécialement écrit par Mozart pour sa venue à Paris. Elle crée aussi le concertino d’Elsa Barraine à l’occasion du festival de musique international de Paris en 1954. À propos de ce concertino et pour le préparer, Agnelle Bundervoët crée des exercices, gammes et arpèges, dans une bitonalité (tonalité différente sur chaque main).
En 1955 Agnelle Bundervoët obtient le Grand Prix International du Disque (Académie Charles-Cros) avec un récital Jean-Sébastien Bach édité par Ducretet-Thomsom. L’ampleur extraordinaire de son interprétation de la Chaconne donne lieu à des débats passionnés entre musicologues et critiques[réf. souhaitée]. À la suite de ce succès, elle est engagée sous contrat exclusif par Decca et va graver pour cette marque des microsillons 33 tours avec des récitals Liszt, Brahms et Schumann.
En 1956, à l’issue d’un concours, Agnelle Bundervoët entre comme professeur de piano au conservatoire de Versailles où elle restera trente ans à enseigner son art. Parmi ses élèves, citons Nicolas Céloro, Laurence Disse, Christine Lagniel, Alain Boulfroy, Philippe Convent, DOm Paulin, Christine Généraux, Monique Martinelli-Glemein, Gérard Parmentier.
Plusieurs compositeurs lui ont dédié des concertos, Jacques de La Presle, Thomas Stubbs et Pierre Capdevielle, avec un concerto dodécaphonique Del dispetto qu’elle joue en création. Elle joue également en création une pièce pour piano, Mosaïques, de Raymond Gallois-Montbrun.

## Compositions
Agnelle Bundervoët a composé trois pièces pour piano en forme de :
- Valse d’opérette
- Romance sans parole
- Tarentelle sur le mode lydien

éditées aux éditions Musicales Transatlantiques, et treize mélodies pour piano et chant jamais éditées.

## Opinions et critiques
- Roland-Manuel : jeu clair, incisif, énergique et subtil, à la pointe de la virtuosité transcendante. Agnelle Bundervoët délivre le charme.
- Marc Pincherle : Ce qui me frappe le plus dans le jeu d’Agnelle Bundervoët c’est le respect du texte, une science constructive d’autant plus précieuse qu’elle ne prend jamais l’aspect d’une démonstration mais laisse au discours musical sa force, sa spontanéité, sa fluidité.
- Jacques de la Presle : Agnelle Bundervoët ! don inné de la musique ! Personnalité profonde ! Virtuosité incomparable !
- Bernard Gavoty (Clarendon) classe Agnelle Bundervoët « parmi nos jeunes pianistes admirables, honneur du clavier français » (Images musicales). Il déclare aussi : « Agnelle Bundervoët joue Bach et Ravel à ravir et le concerto de Schumann avec une rare perfection » (Le Figaro).

« Agnelle Bundervoet », sur Bach Cantatas.